# NGC 1568-2
NGC 1568-2 is een spiraalvormig sterrenstelsel in het sterrenbeeld Eridanus. Het sterrenstelsel bevindt zich dicht bij NGC 1568-1.

## Synoniemen
- PGC 15034
- UGC 3032
- MCG 0-12-27
- ZWG 393.16
- VV 809, 2ZW 10